# Чентро Комерчале (Сасари)
Чентро Комерчале је насеље у Италији у округу Сасари, региону Сардинија.
Према процени из 2011. у насељу је живело 299 становника. Насеље се налази на надморској висини од 5 м.